# Лапшихинский сельсовет
Лапши́хинский сельсове́т — муниципальное образование (сельское поселение) в Ачинском районе Красноярского края.
Административный центр поселения — село Лапшиха.

## География
Лапшихинский сельсовет находится северо-восточнее районного центра. Удалённость административного центра сельсовета — села Лапшиха от районного центра — города Ачинск составляет 33 км.

## История
Лапшихинский сельсовет наделён статусом сельского поселения в 2005 году.

## Население
| 2010 | 2012 | 2013 | 2014 | 2015 | 2016 | 2017 |
| ---- | ---- | ---- | ---- | ---- | ---- | ---- |
| 563  | ↘545 | ↘532 | ↗533 | ↘510 | ↗514 | ↘475 |
| 2018 | 2019 | 2020 | 2021 |      |      |      |
| ↗477 | ↘474 | ↘466 | ↘448 |      |      |      |

Гендерный состав
По данным Всероссийской переписи населения 2010 года 275 мужчин и 288 женщин из 563 чел.

## Состав сельского поселения
В состав сельского поселения входят 4 населённых пункта:
| № | Населённый пункт | Тип населённого пункта       | Население |
| - | ---------------- | ---------------------------- | --------- |
| 1 | Лапшиха          | село, административный центр | ↘434      |
| 2 | Тимонино         | деревня                      | ↘71       |
| 3 | Тимонино         | посёлок                      | ↘55       |
| 4 | Тулат            | посёлок                      | ↘3        |

### Упразднённые населённые пункты
Упразднены в 2018 году: деревня Усть-Тулат и посёлок Лапшиха (присоединён к селу Лапшиха).